# Aeroportul Loring
Aeroportul Loring (IATA: LIZ, FAA LID: ME16) este un aeroport din Maine, Statele Unite ale Americii.
Situat la o altitudine de 227 m, aeroportul dispune de 1 pistă.

## Infrastructură

### Piste
Aeroportul dispune de o singură pistă. Pista 01/19 are dimensiunile 12.101 picioare × 300 picioare. 